# Marathon de New York 2016
Navigation
2015 2017
Le Marathon de New York de 2016 est la 46e édition du Marathon de New York aux États-Unis qui a lieu le dimanche 6 novembre 2016. C'est le sixième et dernier des World Marathon Majors à avoir lieu en 2016.

## Faits marquants
- Le champion du monde en titre, l'Érythréen Ghirmay Ghebreslassie confirme son statut en remportant cette épreuve majeure du calendrier.
- Une fois la ligne d'arrivée franchie en premier, Ghirmay Ghebreslassie, rebrousse chemin pour donner une accolade au Kényan Lucas Rotich. Un beau geste de fair-play assez rare pour être signalé.

## Résultats

### Hommes
| Rang | Athlète               | Nationalité | Temps           |
| ---- | --------------------- | ----------- | --------------- |
|      | Ghirmay Ghebreslassie | Érythrée    | 2 h 7 min 51 s  |
|      | Lucas Rotich          | Kenya       | 2 h 8 min 53 s  |
|      | Abdihakem Abdirahman  | États-Unis  | 2 h 11 min 23 s |
| 4    | Hiroyuki Yamamoto     | Japon       | 2 h 11 min 49 s |
| 5    | Shadrack Biwott       | États-Unis  | 2 h 12 min 1 s  |
| 6    | Tadesse Yae Dabi      | Éthiopie    | 2 h 13 min 6 s  |
| 7    | Moses Kipsiro         | Ouganda     | 2 h 14 min 18 s |
| 8    | Tyler Pennel          | États-Unis  | 2 h 15 min 9 s  |
| 9    | Ben Payne             | États-Unis  | 2 h 15 min 46 s |
| 10   | Patrick Smyth         | États-Unis  | 2 h 16 min 34 s |

### Femmes
| Rang | Athlète                   | Nationalité | Temps           |
| ---- | ------------------------- | ----------- | --------------- |
|      | Mary Keitany              | Kenya       | 2 h 24 min 26 s |
|      | Sally Kipyego             | Kenya       | 2 h 28 min 1 s  |
|      | Molly Huddle              | États-Unis  | 2 h 28 min 13 s |
| 4    | Joyce Chepkirui           | Kenya       | 2 h 29 min 8 s  |
| 5    | Diane Nukuri              | Burundi     | 2 h 33 min 4 s  |
| 6    | Aselefech Mergia          | Éthiopie    | 2 h 33 min 28 s |
| 7    | Lanni Marchant            | Canada      | 2 h 33 min 50 s |
| 8    | Neely Spence Gracey (en)  | États-Unis  | 2 h 34 min 55 s |
| 9    | Sara Hall                 | États-Unis  | 2 h 36 min 12 s |
| 10   | Ayantu Dakebo Hailemaryam | Éthiopie    | 2 h 37 min 7 s  |

### Fauteuils roulants (hommes)
| Rang | Athlète        | Nationalité | Temps           |
| ---- | -------------- | ----------- | --------------- |
|      | Marcel Hug     | Suisse      | 1 h 35 min 49 s |
|      | Kurt Fearnley  | Australie   | 1 h 35 min 49 s |
|      | Laurens Molina | Costa Rica  | 1 h 40 min 8 s  |

### Fauteuils roulants (femmes)
| Rang | Athlète          | Nationalité | Temps           |
| ---- | ---------------- | ----------- | --------------- |
|      | Tatyana McFadden | États-Unis  | 1 h 47 min 43 s |
|      | Manuela Schär    | Suisse      | 1 h 49 min 28 s |
|      | Amanda McGrory   | États-Unis  | 1 h 53 min 15 s |